# Тухала
Ту́хала (эст. Tuhala) — деревня в волости Козе уезда Харьюмаа, Эстония.

## География и описание
Тухала расположена в южной части уезда Харьюмаа, в нижнем течении одноимённой реки. Деревня и её окрестности изобилуют карстовыми воронками, главной достопримечательностью является «Ведьмин колодец», из которого во время высоких половодий необычным образом на поверхность изливается вода. Часть территории деревни находится на землях заповедников Таммику и Кямбла.
Климат умеренный. Официальный язык — эстонский. Почтовый индекс — 75118. Высота над уровнем моря — 48 метров.

## Население
По данным переписи населения 2021 года, в Тухала насчитывалось 137 жителей, из них 132 (96,4 %) — эстонцы.
Численность населения деревни Тухала по данным переписей населения:
| Год  | 1959 | 1970 | 1979 | 1989 | 2000 | 2011  | 2021  |
| ---- | ---- | ---- | ---- | ---- | ---- | ----- | ----- |
| Чел. | 90   | ↘ 69 | ↘ 66 | ↘ 60 | ↗ 71 | ↗ 105 | ↗ 137 |

## История
Возраст деревни оценивается в 3000 лет (данные 2008 года), первое упоминание в документах — Датская поземельная книга 1241 года (Tohal). В 1468 году упоминается мыза Toall (Тоаль), в 1796 году она упоминается как Toal, Tuhhala M.. Главное здание мызы Тоаль сильно пострадало от пожара в ходе революционных событий 1905 года и восстановлено не было. К настоящему времени от него остались только руины. Остальные постройки мызы или сильно перестроены  (дом управляющего, дом прислуги), или также находятся в руинах (амбар, кузница).

## Достопримечательности
- Тухалаская Карловская церковь (эст. Tuhala Kaarli kirik),  памятник архитектуры, построена в 1775—1777 годах по заказу владельца мызы Тоаль (Тухала) Карла фон Меллина, в 1863 году частично перестроенная[18].
- Кладбище Тухала,  исторический памятник. Время основания неизвестно. На кладбище находится погребальная часовня дворянского семейства фон Меллин (прим. XVIII век)[19].
- Природный центр Тухала (эст. Tuhala looduskeskus), на территории которого расположен «Ведьмин колодец», находятся сад скульптур Юло Ыуна и установленный в 2001 году памятный камень, посвящённый геологу и защитнику природы Юло Хейнсалу[эст.] (Ülo Heinsalu).
- Берёза Юрихансу (эст. Jürihansu kask) — природоохранный объект[20].

## Известные уроженцы
В 1754 году в деревне родился будущий известный политик, картограф и писатель-публицист Людвиг Август Меллин.

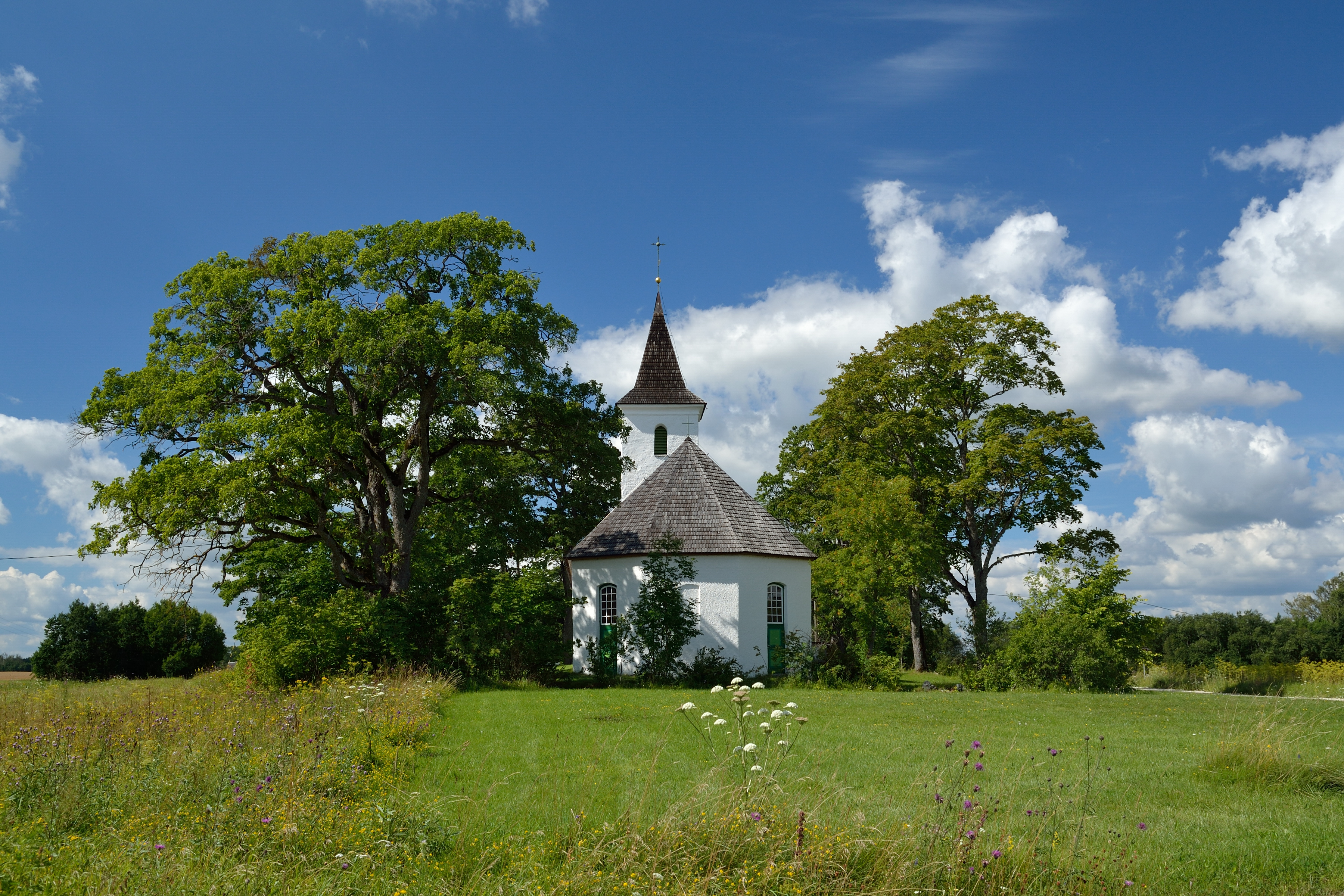
Тухалаская Карловская церковь
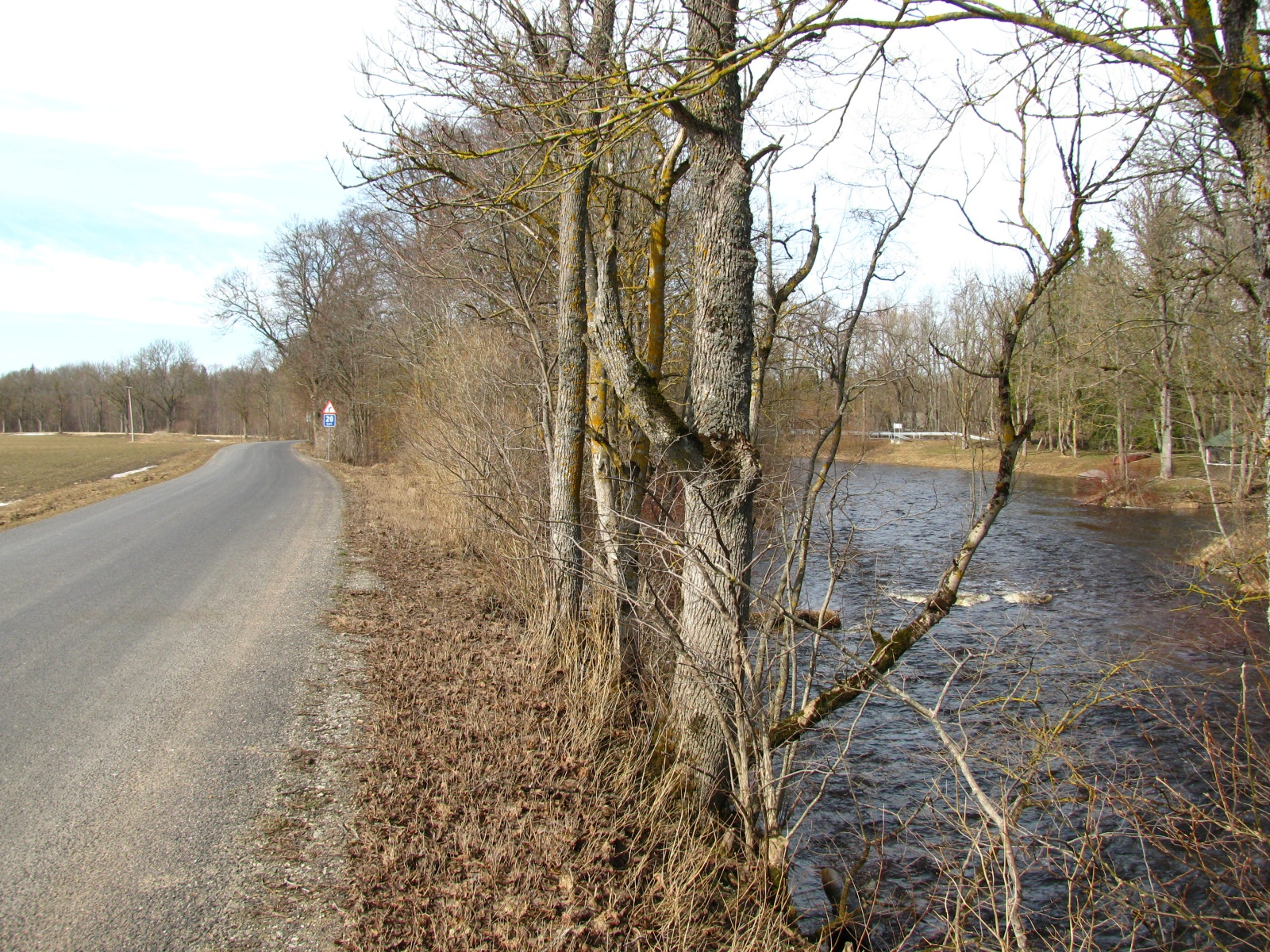
Река Тухала в районе деревни Тухала
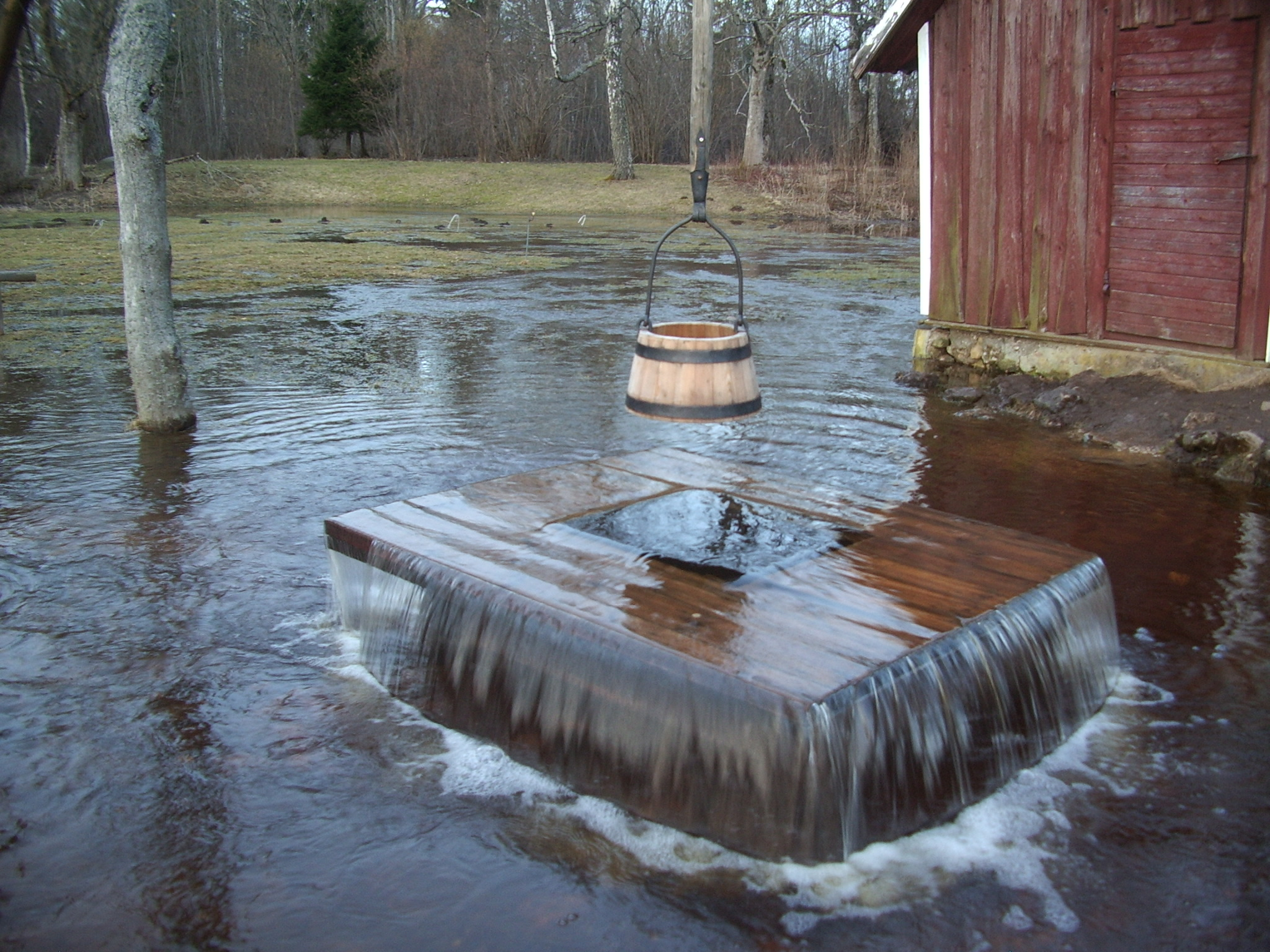
Ведьмин колодец во время высокого половодья
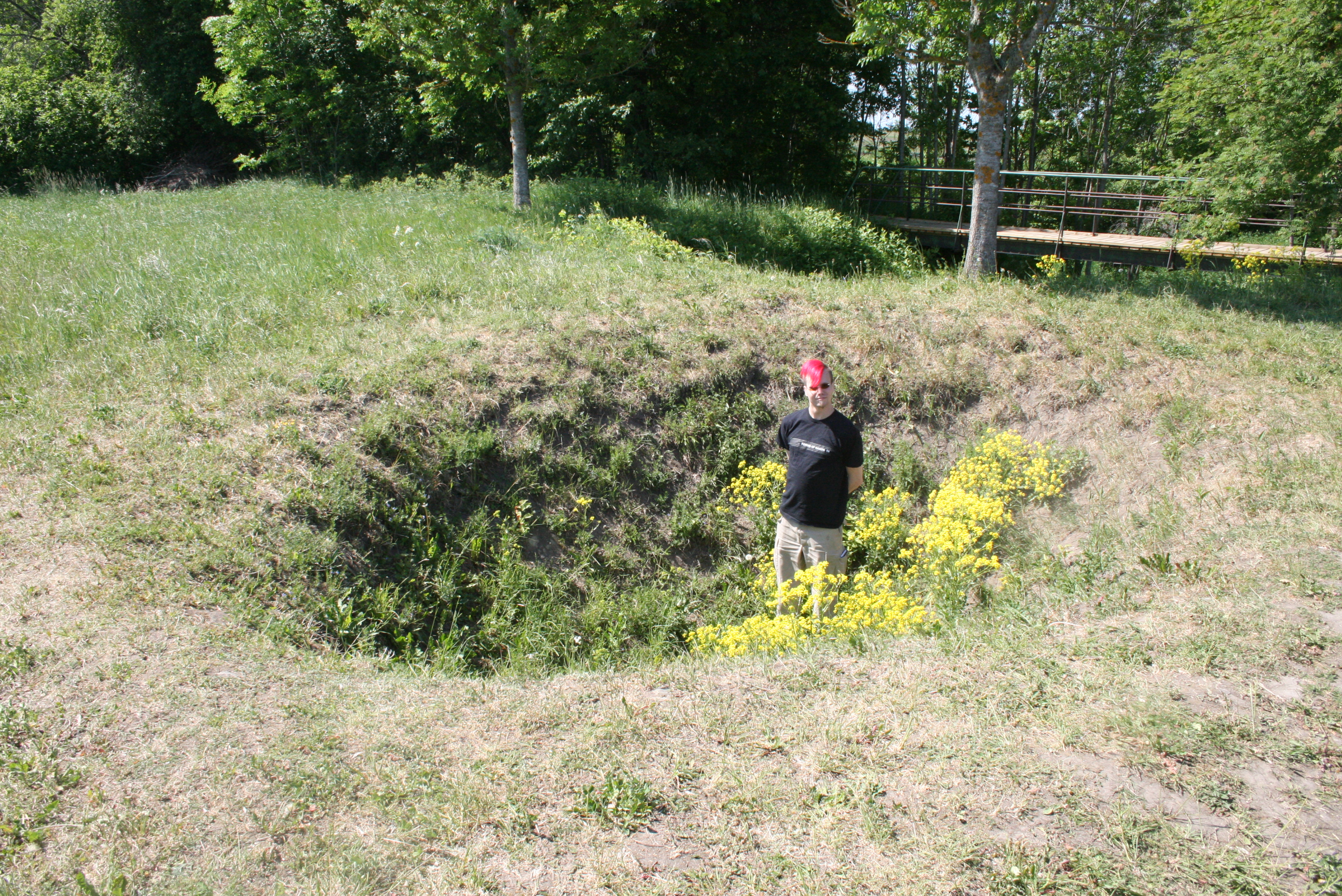
Одна из многочисленных карстовых воронок в деревне
Работа эстонского скульптора Юло Ыуна
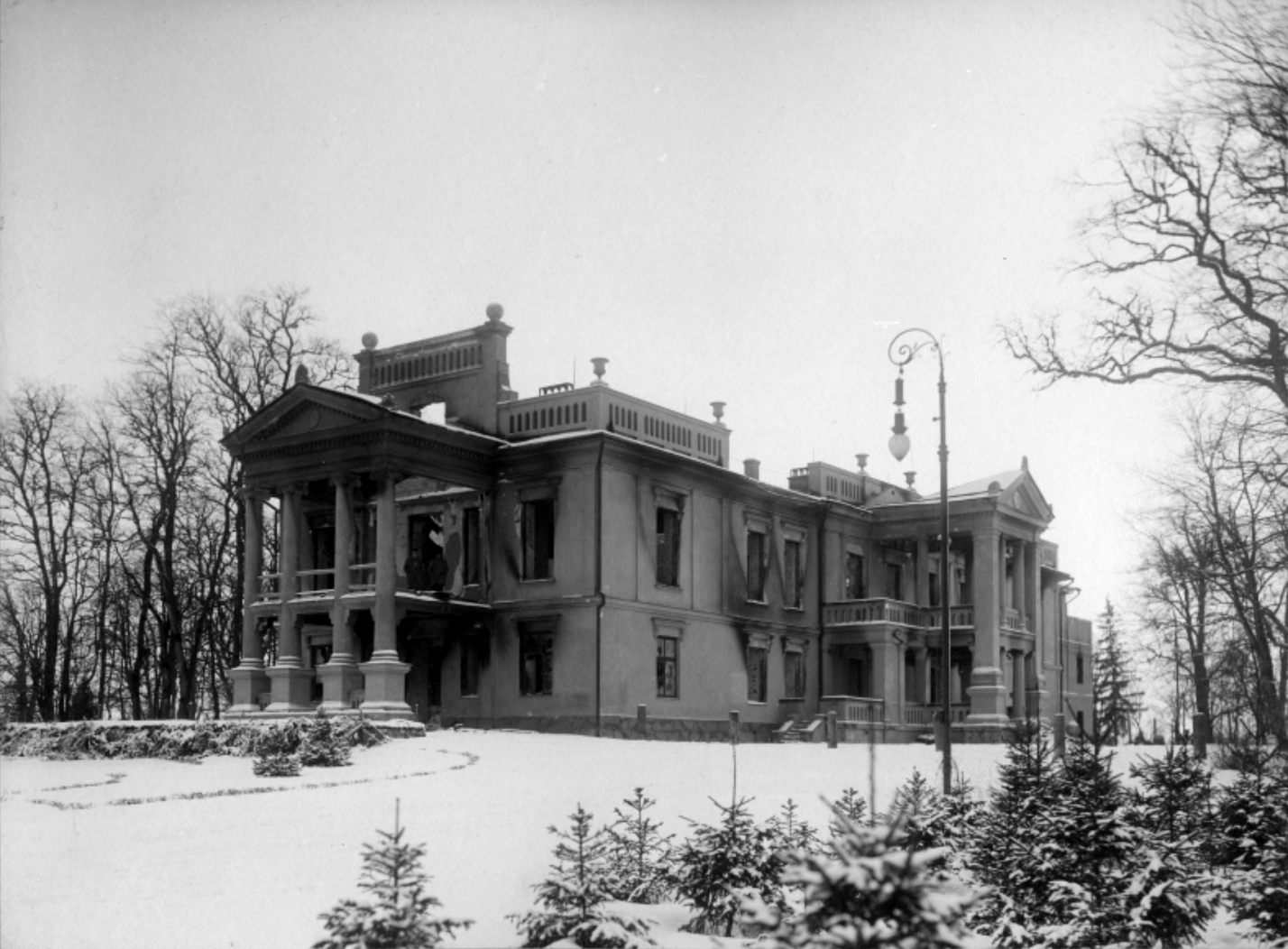
Главное здание мызы Тоаль (Тухала) после пожара 1905 года

### Комментарии
1. ↑  Эстонские топонимы, оканчивающиеся на -а, не склоняются и не имеют женского рода (исключение — Нарва)